# Société du Vril

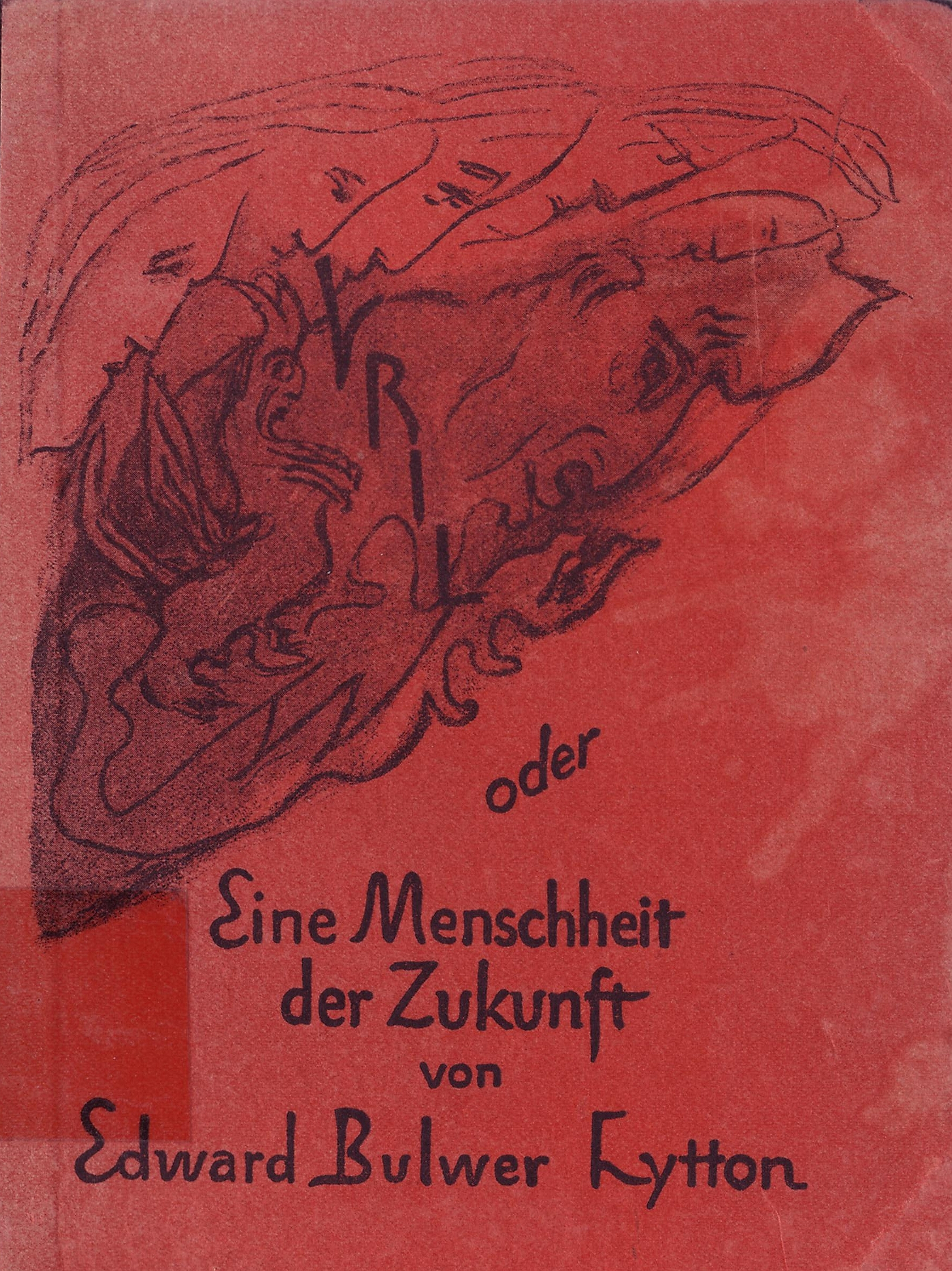
Édition allemande de 1922 de Vril, The Power of the Coming Race de Edward Bulwer-Lytton

La société du Vril est une société secrète mythique, inventée par l'écrivain britannique Edward Bulwer-Lytton en 1871.

## The Coming Race

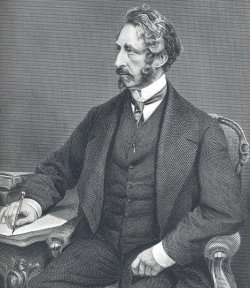
Edward Bulwer-Lytton

Le premier à faire mention du Vril est le romancier Edward Bulwer-Lytton, auteur des Derniers Jours de Pompéi, dans un roman de science-fiction The Coming Race publié en 1871, et qui met en scène une race d'hommes souterraine, les Vril-ya, détenteur du Vril (nom probablement dérivé du latin virile) qui leur donne des pouvoirs psychiques comme la télépathie et la télékinésie.
Dans une lettre de 1870 à John Forster, Bulwer-Lytton explique : « Je n'ai pas utilisé le mot Vril pour le mesmérisme, mais pour l'électricité, étendue à des usages qui ne sont encore aujourd'hui vaguement entrevus, et incluant quoi qu'il puisse y avoir de vrai dans le mesmérisme, que je tiens pour un embranchement du grand fluide qui pénêtre toute la nature. [...] Et de même certains êtres, comme la torpille, peuvent être chargés d'électricité, sans jamais pouvoir communiquer cette puissance à d'autres, j'ai supposé l'existence d'une race chargée de cette électricité et ayant acquis l'art de la concentrer et de la diriger - en un mot d'être les conducteurs de ses éclairs. Si vous avez quelque idée pour développer cette idée d'une race destructrice, j'en serais heureux. Il est probable que la notion même de Vril pourrait être dégagée du mysticisme ou mesmérisme en étant simplement définie comme de l'électricité, conduite par ces bâtons ou baguettes, en laissant de côté toute passe mesmérique, etc. Peut-être également, il serait mieux d'éviter toute référence à la possibilité de communiquer avec les morts ».

## Occultisme
La notion de Vril est développée par Louis Jacolliot (1837–1890), écrivain et consul de France en Inde durant le second empire dans Les Fils de Dieu (1873) et dans Les Traditions indo-européennes (1876).
Le Vril, notion fictionnelle, est repris en 1877 par l'occultiste Helena Blavatsky, fondatrice de la société théosophique, dans son ouvrage Isis Unveiled (Isis dévoilée) comme l'un des noms d'une force mystérieuse et omniprésente, connue des anciens théurgistes.

## Willy Ley

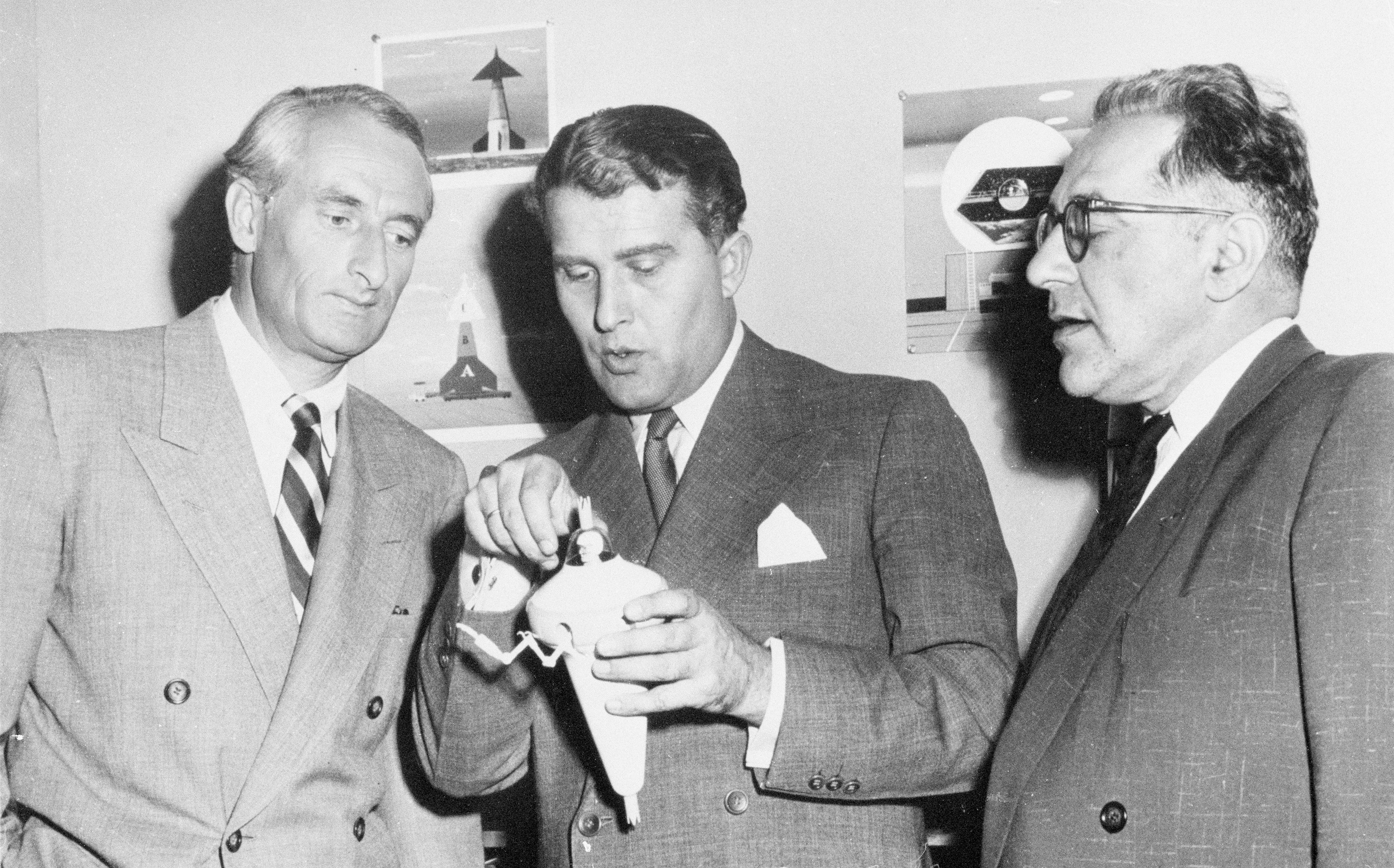
Willy Ley (à droite), avec Wernher von Braun au milieu et Heinz Haber à gauche.

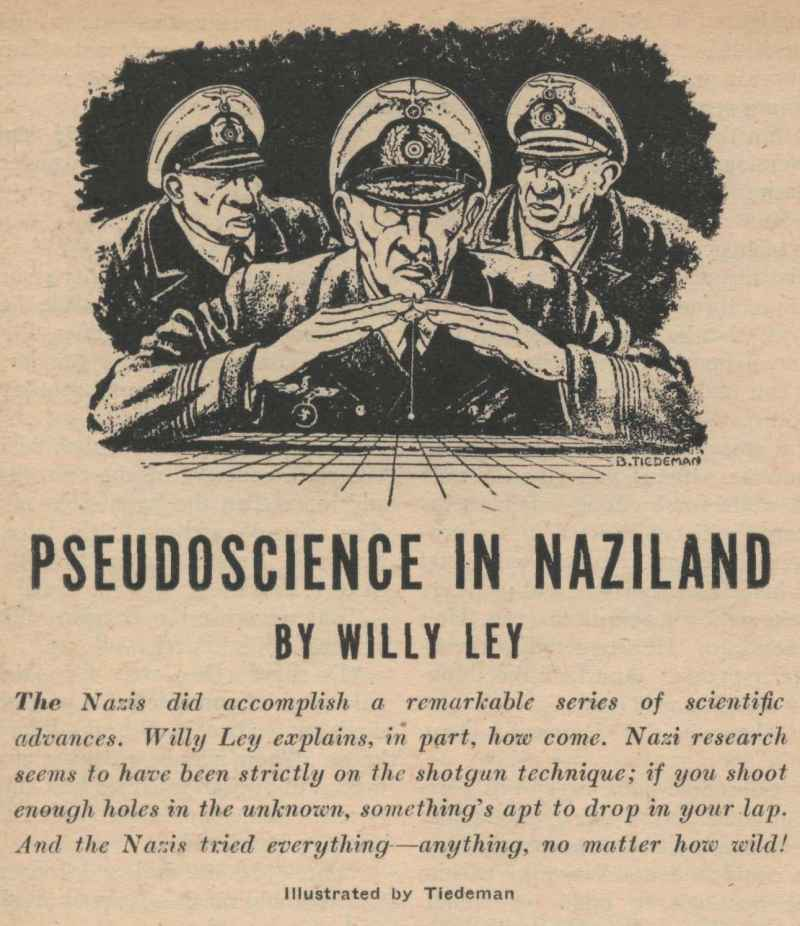
« Pseudoscience in Naziland », essai de Willy Ley, paru dans le magazine de science-fiction Astounding, mai 1947. Illustration de B. Tiedeman.

En 1947, Willy Ley, un ingénieur allemand qui s'est enfui aux États-Unis en 1933, publia un article intitulé Pseudoscience in Naziland (Pseudo-science en pays nazi) dans le magazine de science-fiction Astounding Science Fiction. Après une description de l'ariosophie, Ley écrit :
« Un autre groupe avait été littéralement fondé sur la base d'un roman. Ce groupe, dont je crois qu'il se dénommait lui-même Wahrheitsgesellschaft - Société pour la vérité - et qui était plus ou moins localisé à Berlin, se consacrait à la recherche du Vril. En effet leurs convictions étaient fondées sur le roman de Bulwer-Lytton The Coming Race. Ils pensaient que si le livre était une fiction, Bulwer-Lytton avait utilisé ce truchement pour pouvoir révéler la vérité sur ce "pouvoir". L'humanité souterraine était une aberration, mais pas le Vril ; il était possible qu'il ait permis aux Britanniques, qui le gardaient comme un secret d'État, de conquérir leur empire colonial. Sûrement les Romains en avaient disposé, enfermé dans des petites boules de métal qui gardaient leurs demeures et étaient désignés comme les lares. Pour des raisons qui m'ont échappé, il était possible de découvrir le secret du Vril en contemplant la structure d'une pomme coupée en deux. Non je ne plaisante pas, c'est ce qu'on m'a révélé avec beaucoup de solennité et de secret. Ce groupe a bel et bien existé, et ils ont même publié le premier numéro d'un magazine qui proclamait leur credo (j'aurais souhaité conserver ces choses mais j'avais déjà suffisamment de livres à faire sortir). »
 »

## La Société du Vril
Quelques lecteurs croient que le livre n'est pas de la fiction, et celui-ci est devenu associé aux théories sur le pilotage des disques volants nazis (Flugscheiben), aux tiges de Vril actionnées par des « canon de rayon de force » (Kraftstrahlkanone), aux exercices spirituels des jésuites et aux Atlantes, pour n'en nommer que quelques-uns[réf. nécessaire].
L'histoire a peut-être inspiré Nikola Tesla quand il s'est penché sur la transmission d'énergie à distance (par exemple, voir Arme Tesla). Alors que Tesla niait cette influence, le biographe J. Seifer indique que l'inventeur a probablement connu l'histoire à cause de la popularité de Bulwer-Lytton.
Plusieurs auteurs (détaillés ci-dessous) ont affirmé que la Vril-Gesellschaft (Société du Vril), ou loge lumineuse, était une communauté secrète d'occultistes dans le Berlin pré-nazi. La société berlinoise du Vril était en fait une sorte de cercle intérieur de la société de l'ordre de Thulé. On l'a également pensé en contact étroit avec le groupe anglais connu sous le nom d'ordre hermétique de l'Aube dorée. Aucune preuve vérifiable de l'existence de la société du Vril n'a jamais été publiée[réf. nécessaire].
Un certain Johannes Täufer (soit Jean Baptiste, peut-être un pseudonyme) publia en 1930 deux essais, sur le Vril, désigné comme une force primordiale cosmique, reprenant la même trame que le roman de Lytton. Il appartenait à une société discrète, L'Allemagne à venir.
L'ouvrage intitulé Le Matin des magiciens, publié en 1960 par Louis Pauwels et Jacques Bergier, inclut un compte rendu de cette société. Ne dévoilant aucune source, les auteurs n'expliquent pas clairement si cette section est factuelle ou fictive. De nouvelles publications sont parues dans les années 1990, notamment sous la plume de l'Allemand Jan Udo Holey travaillant sous le pseudonyme de Jan van Helsing.
La société du Vril comporte beaucoup d'éléments communs aux théories de la conspiration :
- des Maîtres cachés (les membres de la société du Vril et leurs antagonismes) ;
- une évasion par Hitler et tous les autres nazis de Berlin vers le pôle Sud ;
- des soucoupes volantes, inventions secrètes nazies, et la puissance des chaînes psychiques (en anglais, channeling) ;
- les Étrangers d'Aldébaran.

### Études critiques
- Nicholas Goodrick-Clarke (trad. de l'anglais par Patrick Jauffrineau et Bernard Dubant, préf. Rohan Butler), Les racines occultistes du nazisme : les aryosophistes en Autriche et en Allemagne, 1830-1935 [« The Occult Roots of Nazism: The Ariosophists of Austria and Germany, 1890-1935 »], Puiseaux, Pardès, coll. « Rix », 1989, XI-343 p. (ISBN 2-86714-069-2, présentation en ligne). Réédition : Nicholas Goodrick-Clarke (trad. de l'anglais par Armand Seguin), Les racines occultes du nazisme : les sectes secrètes aryennes et leur influence sur l'idéologie nazie [« The Occult Roots of Nazism : Secret Aryan Cults and their Influence on Nazi Ideology »], Rosières-en-Haye, Camion blanc, coll. « Camion noir » (no CN41), 2010, 507 p. (ISBN 978-2-35779-054-4).
- Nicholas Goodrick-Clarke (trad. de l'anglais), Soleil noir : cultes aryens, nazisme ésotérique et politiques de l'identité, Rosières-en-Haye, Camion blanc, coll. « Camion noir » (no CN 07), 2007, 411 p. (ISBN 978-2-910196-65-3) — publié en anglais en 2003 chez NYU Press sous le titre Black Sun: Aryan Cults, Esoteric Nazism, and the Politics of Identity.
- (en) Nicholas Goodrick-Clarke, Secret Aryan Cults and Their Influence on Nazi Ideology, New York University Press, 1993 (lire en ligne)
- Michel Meurger, « Le Nazisme, « revanche des mondes perdus » ? », Nous les Martiens, INFINI, no 19,‎ avril 1991, p. 30-39.
- Theo Paijmans, « La société du Vril, apocryphe et ténébreuse », La Gazette fortéenne, Paris, les éditions de l'Œil du Sphinx, vol. II,‎ 2002, p. 292-328 (ISBN 2-914405-14-6, ISSN 1636-466X).

### Sources primaires à l'origine du mythe
- (en) Edward Bulwer-Lytton, The Coming Race, William Blackwood and sons, 1871 (lire en ligne) (sur le projet Gutenberg ).
- (en) Edward Bulwer-Lytton (préf. David Seed), The Coming Race, Wesleyan University Press, 2005 (présentation en ligne).
- (en) Edward Bulwer-Lytton (préf. Peter W. Sinnema), The Coming Race, Broadview Press, 2008.
- (en) Willy Ley, « Pseudoscience in Naziland », Astounding Science Fiction, no 39/3, mai 1947.

### Sources secondaires présentant des variantes du mythe
- (es) A. Marco, Vril, ovnis y sociedades secretas.
- (en) Barry Taylor, Vril Society “The Yellow Book no 5.
- Louis Pauwels et Jacques Bergier, Le Matin des magiciens, Gallimard, 1960.
- (de) Norbert Jürgen-Ratthofer, Ralf Ettl, Das Vril-Projekt. Der Endkampf um die Erde, Vienne, STM-Tempelhof, 1992.
- (de) Peter Bahn et Heiner Gehring, Der Vril-Mythos (Le Mythe du Vril),  (ISBN 3-930243-03-2)
- Leytan Stavros, UT-1, éditions Saint Martin, 2011.